# نیماور
نیماور، روستایی از توابع بخش مرکزی شهرستان زنجان در استان زنجان ایران است. این روستا در دهستان بناب قرار دارد. ارتفاع روستا از سطح دریا ۱۷۶۸ متر است. امیر حاتمی، فرمانده کل ارتش جمهوری اسلامی متولد این روستاست.

## جمعیت
این روستا در دهستان بناب قرار دارد و براساس سرشماری مرکز آمار ایران در سال ۱۳۸۵، جمعیت آن ۱٬۲۸۹ نفر (۳۱۵خانوار) بوده‌است.